# Шкур, Кристиан
Кристиан Шкур (нем. Christian Schkuhr, 14 мая 1741 — 17 июля 1811) — немецкий ботаник, садовник и художник.

## Биография
Кристиан Шкур родился 14 мая 1741 года в городе Пегау под Лейпцигом.
Он учился в Виттенбергском университете, работал в качестве садовника, а также стал мастером дизайна и гравировки. Шкур был сторонником биологической систематики и посвятил себя изучению флоры Виттенберга.
Кристиан Шкур умер 17 июля 1811 года в городе Виттенберге.

## Научная деятельность
Кристиан Шкур специализировался на криптогамах, папоротниковидных, Мохообразных.

## Некоторые публикации
- «Botanischen Handbuchs». 1791 год[3];
- «Enchiridion botanicum» (1805 г., с 88 табл.);
- «Kryptogamische Gewächse» (1809, с 219 таблицами[4])…
- «Beschreibung und Abbildung der theils bekannten, theils noch nicht веschriebenen Arten von Riedgräsern, nach eigenen Beobachtungen, und vergrosserter Darstellung der kleinsten Theile»(Описание и изображение частью известных, частью ещё не описанных видов осок по собственным наблюдениям и увеличенное изображение маленьких частей) (1801). В переводе на французский Ф. Делявиня.

## Почести
Род растений Schkuhria Roth ex Moench семейства Астровые был назван в его честь.